# Yvonne Rüegg
Yvonne Rüegg, švicarska alpska smučarka, * 2. avgust 1938, Chur.
Svoj največji uspeh kariere je dosegla na Olimpijskih igrah 1960, ko je osvojila naslova prvakinje v veleslalomu, tekma je štela tudi za svetovno prvenstvo.